# 科沙林縣

54°11′N 16°11′E / 54.183°N 16.183°E
科沙林縣（波蘭語：Powiat koszaliński），是波蘭的縣份，位於該國西北部，由西波美拉尼亞省負責管轄，首府設於科沙林，面積1,669平方公里，2006年人口64,087，人口密度每平方公里38人。